# Armançon
Armançon – rzeka we Francji, przepływająca przez tereny departamentów Côte-d’Or oraz Yonne, o długości 202 km. Stanowi dopływ rzeki Yonne.